# Jörgen Lindqvist
Jörgen Lindqvist, född 11 januari 1971, är en svensk journalist. 
Han var tidigare chefredaktör för tidningen Computer Sweden, som ges ut av förlaget IDG. 
Jörgen Lindqvist har också varit chefredaktör för tidningen Biotech Sweden (senare omdöpt till Life Science Sweden), även den utgiven av IDG och Shortcut, utgiven av Universum.
Han är grundare av content-byrån Content Analytics som fokuserar på teknik- och it-bolag. 
I dag driver han PR-byrån Greatness PR tillsammans med Magnus Sjöbäck. Han bloggar även på Resume.se om kommunikation.